# یواس‌اس ریسالوت (اس‌پی-۱۳۰۹)
یواس‌اس ریسالوت (اس‌پی-۱۳۰۹) (به انگلیسی: USS Resolute (SP-1309)) یک کشتی بود که طول آن ۱۳۵ فوت (۴۱ متر) بود. این کشتی در سال ۱۹۱۶ ساخته شد.